# Serafín Estébanez Calderón
Serafín Estébanez Calderón, noto anche con lo pseudonimo di Alderio Safiranis el Solitario (Malaga, 1799 – Madrid, 1867), è stato un poeta spagnolo.

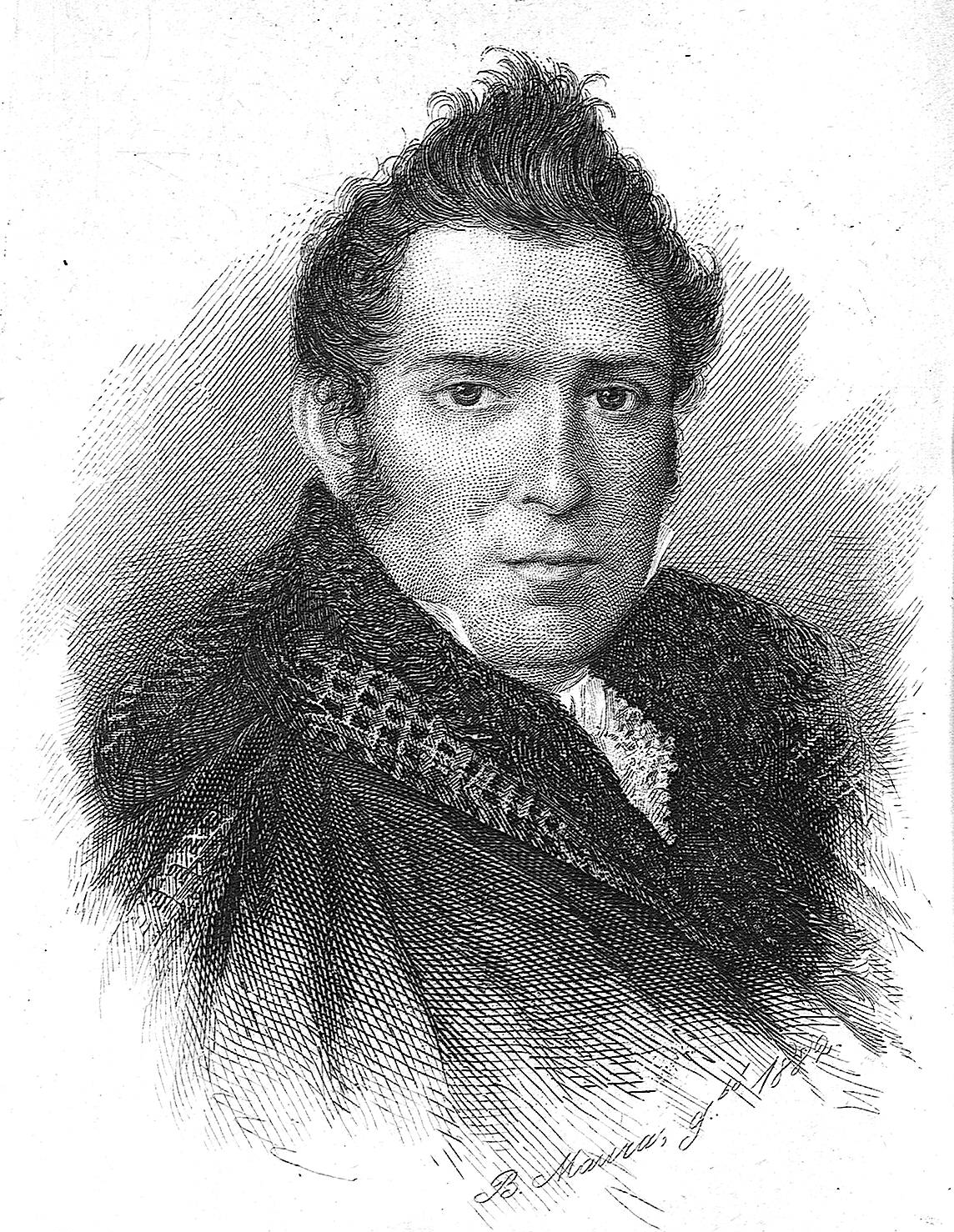
El Solitario

Fu ministro della guerra e senatore; la sua opera più importante sono le Scene Andaluse (1847), vividi quadri di vita popolare.